# Geoffrey Stephen Kirk
Geoffrey Stephen Kirk (3 de diciembre de 1921 – 10 de marzo de 2003) fue un estudioso de origen británico, especializado en filología clásica. Se le conoce por sus obras sobre literatura y mitología de la Grecia antigua.

## Biografía
Se educó en la Rossall School y el Clare College de Cambridge. Su etapa en Cambridge se interrumpió por su servicio militar en la Royal Navy, gran parte del cual realizó en el mar Egeo y obteniendo la medalla DSC (Distinguished Service Cross). Regresó y se graduó en 1946.
Obtuvo una beca de investigación en el Trinity Hall (Cambridge), convirtiéndose después en lecturer y reader en Cambridge. Allí fue nombrado en 1974 como el 35º Regius Professor of Greek, uno de los puestos más prestigiosos y antiguos de la Universidad de Cambridge. Se jubiló en 1982.

## Obra
- Heraclitus, The Cosmic Fragments (1954)
- The Presocratic Philosophers: A Critical History with a Selection of Texts (1957), con J. E. Raven; una 2ª edición revisada, con ayuda de Malcolm Schofield, se publicó en 1983. Traducción al español: Los filósofos presocráticos. Historia crítica con selección de textos. Traducción de Jesús García Fernández, Madrid, Editorial Gredos, 1970, 2ª edición ampliada, 1987 (Biblioteca Hispánica de Filosofía, 63). {ISBN 84-249-1249-7}
- The Songs of Homer (1962), posteriormente reeditado como Homer and the Epic (1965). Trad. esp.: Los poemas de Homero; trad. de Eduardo J. Prieto; Buenos Aires, Paidós, 1968.
- The Language and Background of Homer - Some Recent Studies and Controversies (1964), como editor.
- Myth: Its Meaning and Functions in Ancient and Other Cultures (1970)
- The Nature of Greek Myths (1974)
- Homer and the Oral Tradition (1976)
- Archilochos (1977), con Michael Ayrton
- The Iliad: A Commentary (1990-1993), seis volúmenes (editor)